# ترجمة إغريقية

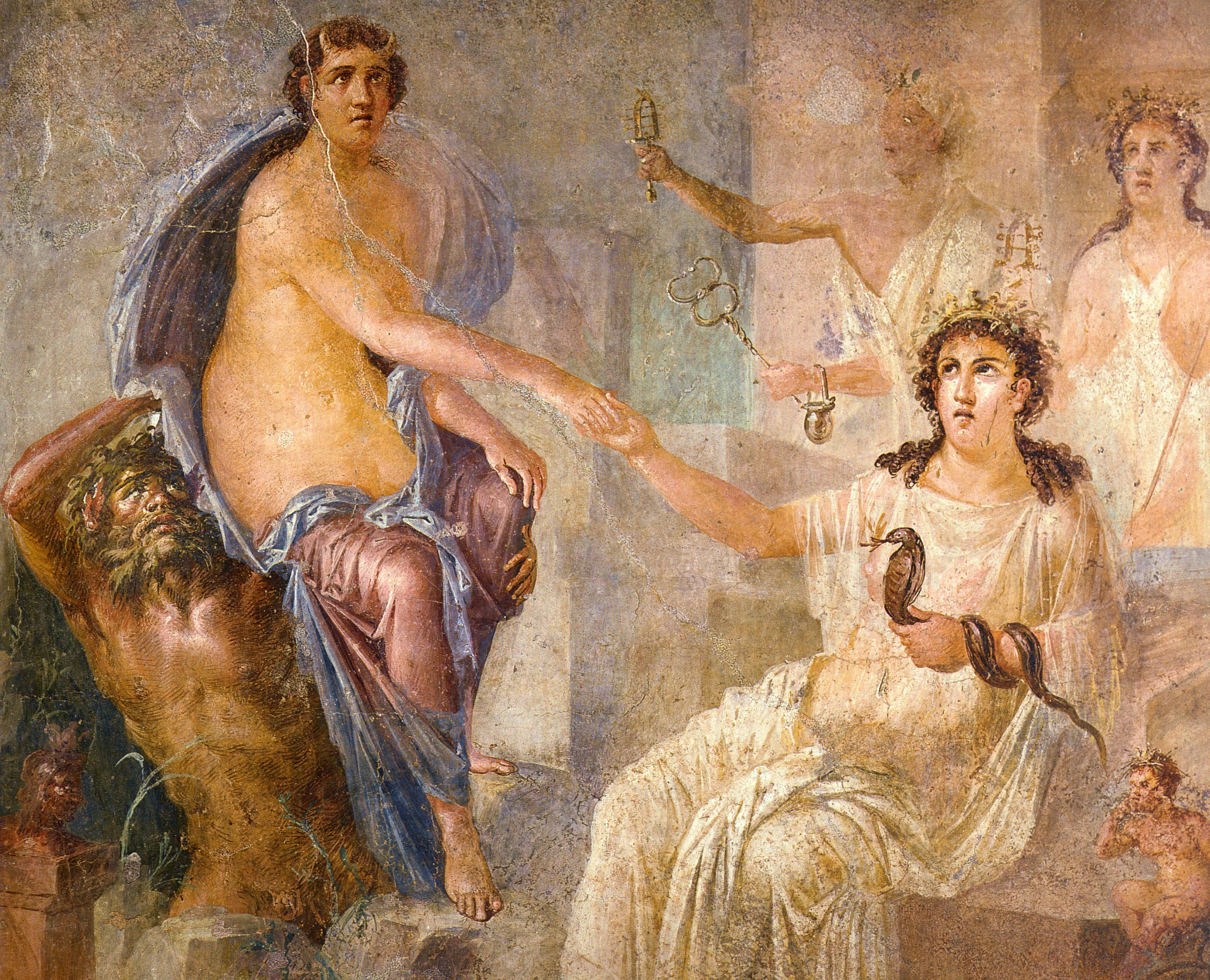

إنتربريتاتيو غرايكا أو «التفسير بالنماذج الإغريقية»، هو خطاب استُعمل لتفسير أساطير الثقافات الأخرى وأديانها أو محاولة لفهمها، وهو منهج علمي مقارن يستعمل المفاهيم الدينية والشعائر والآلهة والأساطير والمتوازيات والصفات المشتركة الإغريقية.
قد تدل العبارة على الجهود الإغريقية لشرح معتقدات الآخرين وأساطيرهم، كما فعل هيرودوت عندما شرح الدين المصري باستعمال نظائرها الإغريقية التي يتصورها، أو عندما وثّق ديونيسيوس من هاليكارناسوس وبلوتارخ العبادات والمعابد والشعائر الرومانية بأسماء مكافئة للآلهة الإغريقية. قد يدل مصطلح التفسير الإغريقي أيضًا على تفسير غير الإغريقيين لنظم اعتقادهم بمقارنتها أو تصديقها بالنماذج الإغريقية، كما فعل الرومان عندما لاءموا الأساطير والتماثيل الإغريقية لتوافق أسماء آلهتهم.
أما إنتربريتاتيو رومانا فهو منهج مقارن يتخذ الدين والأساطير الرومانية مرجعًا، كما حصل في تشكيل الدين الغالي الروماني المستقل. أعاد الرومان والغاليون معًا تفسير التراث الديني الغالي بربطه بالنماذج الرومانية، لا سيما في عبادة الملوك.

يعتبر جان أسامان المنهج الوثني لتدويل الآلهة شكلًا من أشكال «الترجمة عبر الحضارات»:
إن إنجاز الوثنية العظيم هو التعبير عن كونٍ معنوي عام. ... معنى الإله أو الإلهة هو خصاله الشخصية كما تظهر في الأساطير والترانيم والشعائر وغيرها. هذه الخصال تجعل الإله ممكن المقارن بآلهة أخرى لها خصال مشابهة. تشابه الآلهة يجعل الأسماء قابلة للترجمة. ... وفعل الترجمة هذا لأسماء الآلهة خلق مفهومَ التشابه وأسس للفكرة أو القناعة بأن الآلهة عالميّة.
عبر بليني الأكبر عن «إمكانية ترجمة» الآلهة بوصفها «أسماء مختلفة باختلاف الشعوب» (نومينا أليا أليس جنتبوس). مكّنت هذه القدرة من التوفيق الديني بين الفترة الهلنستية والإمبراطورية الرومانية قبل المسيحية.

## أمثلة
كان هيرودوتس من أول المؤلفين الذين انخرطوا في هذا النوع من التفسير. في ملاحظاته عن المصريين، أسس تكافؤات إغريقية مصرية انتشرت في الفترة الهلنستية، منها: آمون/زيوس، وأوزيريس/ديونيسيوس، وبتاح/هيفيستوس. وفي ملاحظاته عن السكوثيين، ساوى بين ملكة الآلهة تابيتي وبين هستيا، وبين باباواس وآبي من جهة، وزيوس وغايا من جهة، وبين أرغيمباسا وأفروديت أورانيا، وادعى كذلك أن السكوثيين عبدوا ما يكافئ هرقل وآريز، ولكنه لم يسمهما.
يعتقَد أن بعض أشفاع الآلهة الإغريقية والرومانية مثل زيوس وجوبيتر، أتيا من طراز أولي هندي أوروبي مشترك (ديوس بوصفه إله السماء الأعلى)، ومن ثم اشتركا في وظائفهما طبعًا. تطلبت أشفاع أخرى جهودًا ثيولوجية وشعرية أكبر، فمع أن آريز ومارس كلاهما إله حرب، فإن آريز كان شخصية صغرى في الممارسة الدينية الإغريقية انتقص الشعراء منها، أما مارس فكان أبا الشعب الروماني وشخصية مركزية في الدين الروماني القديم.
يعود بعض الآلهة إلى أقدم طبقة دينية في روما، مثل جانوس وترمينوس، وليس لهذه الآلهة مكافئ إغريقي. تُبُنِّيت شخصيات إغريقية إلهية أخرى مباشرة في الثقافة الرومانية، أظهَرها أبولو، ولكنها تطورت تطوّرًا رومانيًّا مستقلًّا، كما حصل عندما جعل أغسطس أبولو واحدًا من آلهته الوطنية. في الفترة المبكرة، لعبت الثقافة الأترورية دورًا وسيطًا في نقل الدين والأساطير الإغريقية إلى الرومان، وهو ما دلت عليه الأدلة في التحوّل اللغوي لكلمة هراكلس الإغريقية إلى هرقل الأترورية ثم إلى هيركولس الرومانية.

## إنتربريتاتيو رومانا
كان المؤرخ تاسيتس أول من استعمل عبارة التفسير الروماني في الفترة الإمبراطورية الرومانية في جرمانيا. روى تاسيتس عن بستان لقبيلة ناهافالي، «زينه رجل ورأسته امرأة، وتذكّرا فيه الآلهة التي هي في التفسير الروماني (إنتربريتاتيون رومانا) كاستور وبولوكس». في أماكن أخرى، طابق بين الإله الرئيس للجرمان (ربما ووتان) وميركوري.

### التطبيق على الدين اليهودي
فسر بعض العلماء الرومانيين مثل فارو الإله التوحيدي لليهود بالتفسير الروماني فكان كوليوس أو جوبيتر أوبتيموس ماكسيموس. ويبدو أن بعض الكتاب الإغريقيين الرومان فهموا ابتهال اليهود إلى الأسماء السبعة ليهوه على أنه إلى سابازيوس. بالطريقة نفسها، أعطى بلوتارخ مثالًا على السؤال المطروح «من هو إله اليهود؟»، وكان يعني «ما اسمه الإغريقي؟» وهو ما يمكن أن نفهمه من المتحدث الأول في النقاش، الذي أكد على أن اليهود يعبدون ديونيسوس، وأن يوم السبت عندهم هو احتفال بسابازيوس. لا نعرف ماذا قال بقية المتحدثين في النقاش، لأن النص غير مكتمل.